# Бауше
Бауше (нем. Bausche, нем. Busche) — название ряда немецких монет XV—XVIII столетий.
Впервые монеты с таким названием появились в немецких государствах в области Нижнего Рейна в XV столетии. Они представляли собой серебряные монеты по типу гроша. В Кёльне 1 гольдгульден соответствовал 36 бауше, каждый из которых был равным 8 мёрхенам (нем. Möhrchen). В герцогстве Юлих-Берг бауше был равным 1½ шиллингам стоимостью в 4 геллера.
В Аахене монеты с обозначением номинала в бауше (буква «B» на реверсе) были выпущены в 1597 году. Они представляли собой деньги чрезвычайных обстоятельств, отчеканенные по распоряжению городского совета, не признавшего власть императора Священной Римской империи Рудольфа II. Впоследствии в городе название бауше закрепилось за медными монетами номиналом в 4 геллера, которые начали чеканить в 1604 году. В XVIII столетии выпускали также тройные бауше стоимостью в 12 геллеров.